# Kościół św. Hieronima w Bytomiu Odrzańskim

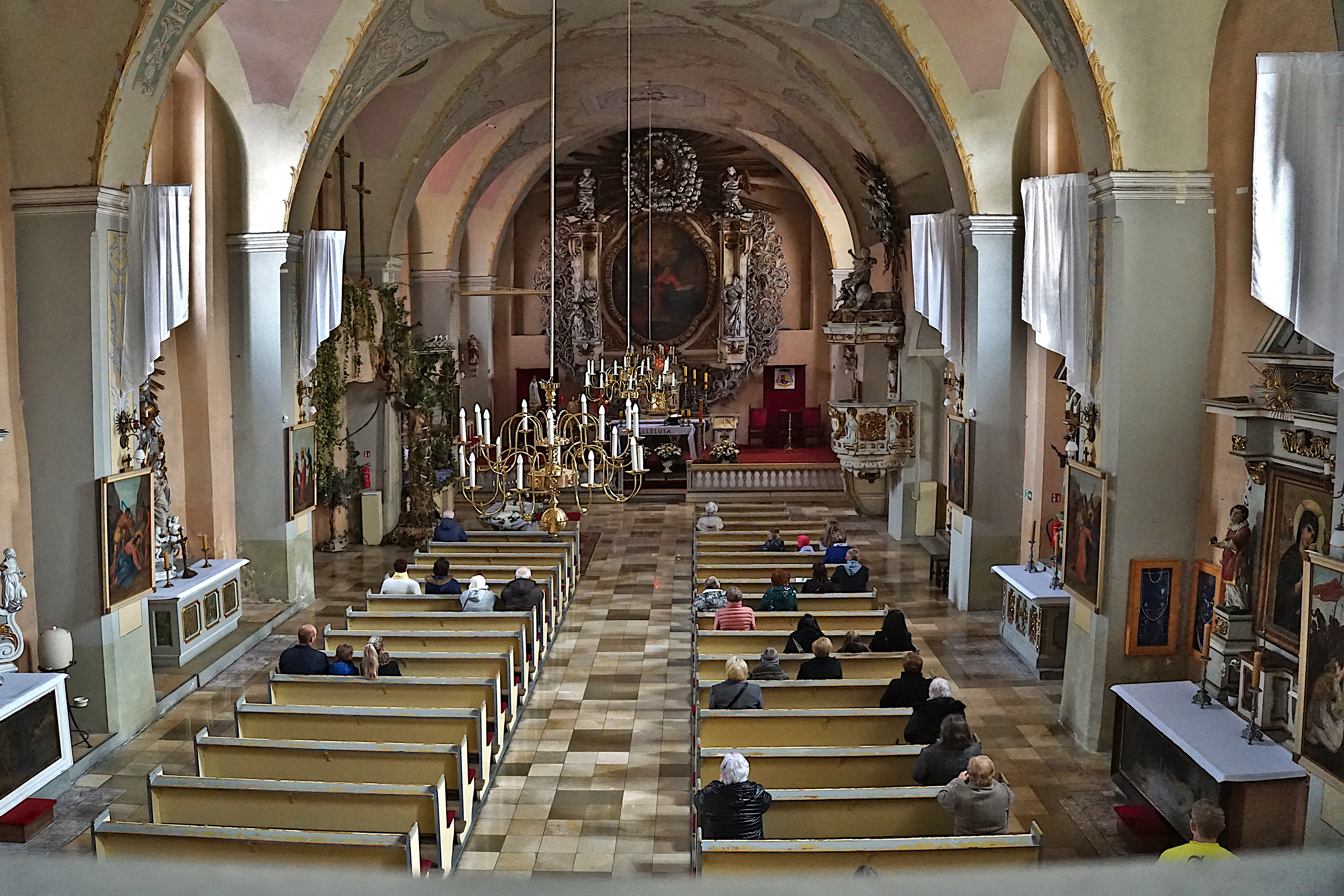
Wnętrze kościoła

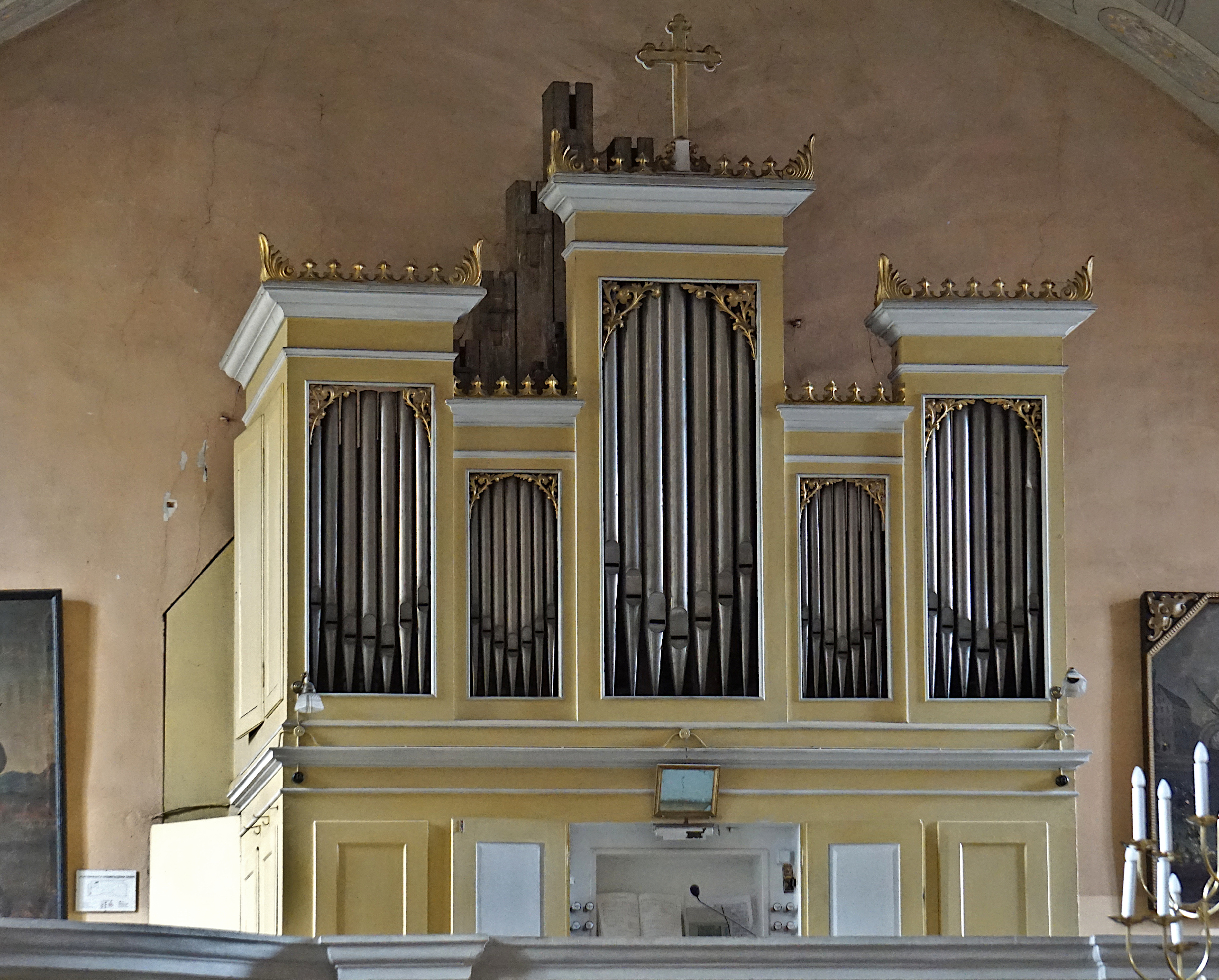
Organy zbudowane przez Hermanna Stillera

Kościół pw. św. Hieronima w Bytomiu Odrzańskim – rzymskokatolicki kościół parafialny w mieście Bytom Odrzański, w powiecie nowosolskim, w województwie lubuskim. Należy do dekanatu Kożuchów diecezji zielonogórsko-gorzowskiej. Mieści się przy ulicy św. Maksymiliana Kolbego.

## Historia
Świątynia parafialna pod wezwaniem św. Stefana po raz pierwszy pojawiła się w dokumentach z 1175 roku. Istniała tu wtedy osada targowa znajdująca się w pewnym oddaleniu od grodu. Z osady targowej rozwinęło się miasto Bytom Odrzański. Pierwotna romańska budowla została przebudowana w końcu XIV stulecia kiedy to została wzniesiona świątynia w stylu gotyckim.
W XV stuleciu od strony zachodniej została dobudowana wysoka wieża. W II połowie XV stulecia patronat nad kościołem objęli kanonicy regularni z Żagania na prośbę księcia Jana II żagańskiego. W 1503 roku dodano do wezwanie kościoła nowego patrona św. Hieronima. W 1522 roku podczas pożaru który strawił miasto, został zniszczony również dach kościoła. W latach 1524–1526 budynek parafialnego kościoła przejęli ewangelicy. W latach 1584–1586 świątynia była wielokrotnie przebudowywana w stylu późnego gotyku. 
Wspólnota katolicka odzyskała swoją świątynię dopiero w 1590 roku. W latach 1609–1611 została podwyższona wieża świątyni. W 1653 roku kolejny raz świątynię  przejęli protestanci. Kolejny pożar strawił miasto w 1694 roku. Wtedy to patronat nad kościołem objął ród Schönaich z Siedliska. To właśnie on ufundował podwójny barokowy hełm, zakrystię i barokowe wyposażenie wnętrza. 
W 1746, po wybudowaniu nowego zboru ewangelickiego, katolicy odzyskali prawo do używania swojego kościoła. Wówczas doszło do rekonsekracji świątyni, a kościół zyskał na nowo wezwanie św. Hieronima. Trzy dzwony zostały zawieszone podczas remontu wieży w 1822 roku. W końcu XIX stulecia podwójny barokowy hełm został zamieniony na dach namiotowy. Ostatni remont został przeprowadzony pod koniec ubiegłego wieku.

## Architektura
Pierwotna skromna romańska świątynia istniała do końca XIV stulecia. Na jej miejscu Została wzniesiona ceglano-kamienna budowla w stylu gotyckim posiadająca tylko nawę i prezbiterium. W następnym etapie świątynia została rozbudowana o murowaną czworoboczną wieżę od strony zachodniej. 
W narożniki wieży zostało wmurowanych pięć kamiennych krzyży  w formie krzyża św. Antoniego, z rytami (włócznia, miecz, nóż i łopata). W czasach gdy kościół przejęli luteranie, rozbudowane zostało prezbiterium, została zbudowana zakrystia i wybudowane zostały dwie kaplice szlacheckich rodów von Braun i Schönaich.
Pomieszczenia są pokryte sklepieniami kolebkowymi i kolebkowo-krzyżowymi. W murze świątyni tkwią kule armatnie, pamiątka po ostrzale miasta przez Szwedów w czasie wojny trzydziestoletniej.

## Wyposażenie
Wyposażenie wnętrza pochodzi głównie z epoki baroku. Z epoki renesansu pochodzą kamienne płyty nagrobne, m.in. Jerzego Schönaicha z Siedliska.